# Tom-Jelte Slagter
Tom-Jelte Slagter (ur. 1 lipca 1989 w Groningen) – holenderski kolarz szosowy.
Po sezonie 2020 zakończył karierę sportową.

## Najważniejsze osiągnięcia
2010
- 1. miejsce na 2. etapie Circuit des Ardennes
- 4. miejsce w Tour de l’Avenir
- 1. miejsce w mistrzostwach Holandii do lat 23 (start wspólny)

2012
- 5. miejsce w Grand Prix Cycliste de Québec

2013
- 1. miejsce w Tour Down Under
  - 1. miejsce na 3. etapie
  -  1. miejsce w klasyfikacji młodzieżowej
- 7. miejsce w Grand Prix Cycliste de Québec

2014
- 1. miejsce na 4. i 7. etapie Paryż-Nicea
- 2. miejsce w GP Miguel Indurain
- 5. miejsce w La Flèche Wallonne
- 6. miejsce w Liège-Bastogne-Liège

2015
- 9. miejsce w La Flèche Wallonne
- 4. miejsce w Grand Prix Cycliste de Québec
- 10. miejsce w Grand Prix Cycliste de Montréal

2016
- 1. miejsce na 2. etapie Österreich-Rundfahrt

2017
- 3. miejsce w Grand Prix Cycliste de Montréal

2018
- 3. miejsce w Tour Down Under

2019
- 6. miejsce w Grand Prix Cycliste de Québec

## Rankingi
| Rok              | 2010 | 2011 | 2012 | 2013 | 2014 | 2015 | 2016 | 2017  | 2018  | 2019 | 2020  |
| ---------------- | ---- | ---- | ---- | ---- | ---- | ---- | ---- | ----- | ----- | ---- | ----- |
| UCI World Tour   |      | -    | 105. | 39.  | 61.  | 76.  | 154. | 70.   | 79.   |      |       |
| World Ranking    |      |      |      |      |      |      | 164. | 93.   | 161.  | 211. | 1579. |
| UCI Europe Tour  | 434. |      |      |      |      |      | 216. | 1146. | 1651. | 177. | 1175. |
| UCI America Tour | -    |      |      |      |      |      | -    | 56.   | -     |      |       |
|                  |      |      |      |      |      |      |      |       |       |      |       |
| Źródło: UCI      |      |      |      |      |      |      |      |       |       |      |       |